# Milziade
Milziade il Giovane (in greco antico: Μιλτιάδης?, Miltiádēs; Atene, 550 a.C. circa – Atene, 489 a.C.) è stato un generale e politico ateniese, famoso per aver contribuito alla vittoria degli Ateniesi sui Persiani nella battaglia di Maratona.

## Biografia

### Nel Chersoneso Tracico

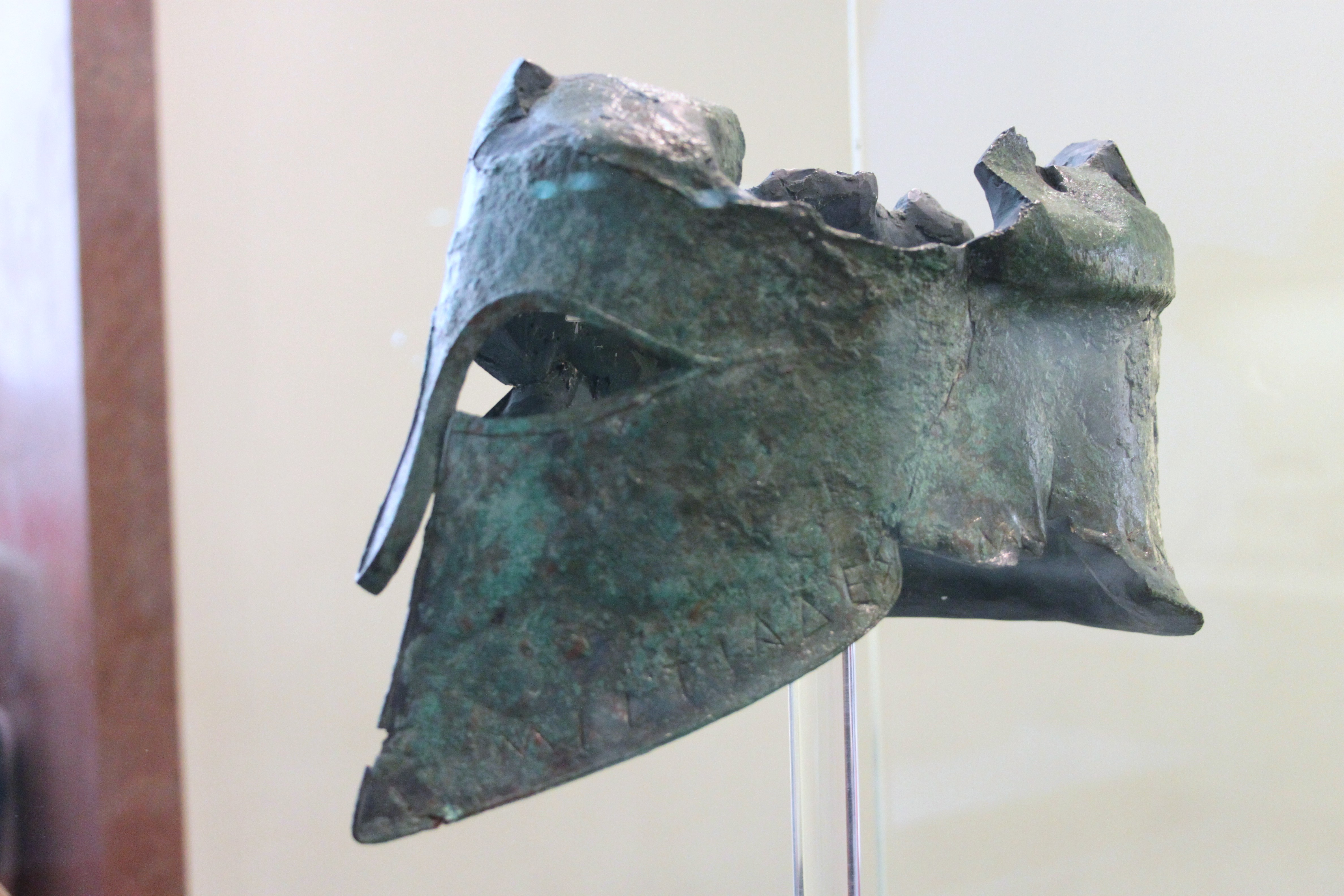
L'elmo di Milziade, conservato nel museo di Olimpia.

Figlio di Cimone Coalemo, discendeva da una delle più importanti e aristocratiche famiglie ateniesi, quella dei Filaidi, e si considerava discendente di Eaco, padre di Peleo e nonno di Achille.
Milziade inizialmente godette del favore del tiranno Ippia, del quale sposò una parente, probabilmente la figlia, e fu arconte negli anni 520 a.C., secondo un'iscrizione nel 524/523 a.C.; poi, nel 516 a.C., alla morte prematura del fratello Stesagora, governatore delle colonie del Chersoneso Tracico (fondate da Milziade il Vecchio), Milziade fu mandato a rimpiazzarlo, divenendo quindi governatore di Cardia, l'attuale Gallipoli (Turchia).
Milziade, che nel frattempo era diventato nemico di Ippia, rinnegò la vecchia moglie, dalla quale aveva avuto un figlio di nome Metioco, e si risposò con Egesipile, figlia del re dei Traci Oloro; il loro figlio maschio, Cimone, avuto nel 510 a.C., fu un'importante figura degli anni 470 e 460 a.C., mentre Elpinice, sua sorellastra, è ricordata soprattutto per alcuni dibattiti politici avuti con Pericle e riportati da Plutarco.
In un secondo tempo, dovette unirsi all'esercito del Gran Re Dario, impegnato in Tracia; lo storico romano Cornelio Nepote narra che Dario, dopo avere dichiarato guerra agli Sciti, fece costruire un ponte sul Danubio per lasciar passare le sue truppe e lasciò il controllo del collegamento a degli alleati provenienti dalla Ionia e dall'Eolide, tra questi c'era anche Milziade. Questo, quando il sovrano era sul punto di essere vinto, incitò a distruggere il ponte affinché Dario, privo di aiuti, venisse sconfitto e ucciso e la Grecia non rischiasse di finire sotto il giogo persiano. A costui si oppose, però, Istieo di Mileto ammonendo i colleghi che, morto il re, le loro città li avrebbero puniti per questo turpe tradimento. Milziade, vedendosi opposti molti custodi del ponte, fuggì da Chersoneso e tornò ad Atene. Nel frattempo sostenne il regime democratico di Atene instaurato da Clistene, che forse era suo parente, e l'occupazione dell'isola di Lemno da parte ateniese (499 a.C.).
Quando venne a sapere che il generale Mardonio si dirigeva verso l'Ellesponto, Milziade imbarcò i suoi averi su cinque triremi e fuggì ad Atene; una delle navi, quella comandata dal figlio Metioco, fu però catturata dai Persiani.
Ad Atene Milziade era sostenuto dai commercianti, preoccupati per l'occupazione persiana della Ionia, seguita alla repressione della rivolta ionia, e per l'inazione voluta dagli Alcmeonidi, che avevano rovesciato la tirannide di Ippia. Quando alla fine dell'estate del 493 a.C. il re Dario mandò alle polis della Grecia degli ambasciatori per chiedere loro "terra e acqua" (cioè un atto di sottomissione al dominio persiano), ad Atene gli ambasciatori furono buttati giù da una rupe e a promuovere questa misura fu Milziade, appoggiato da Temistocle (il quale propose di uccidere anche l'interprete); secondo lo storico Peter Krentz un'azione così drastica potrebbe essere stata motivata dalla volontà di rendere irreversibile questa dichiarazione di ostilità alla Persia.

### Stratego e Maratona

Ipotesi con eserciti schierati paralleli al mare (prima fase).

Ipotesi con eserciti schierati paralleli al mare (seconda fase).

Milziade, che all'epoca aveva circa sessant'anni, venne eletto stratego per il 490/489 a.C., riuscendo a contrastare efficacemente le accuse di essere un pericolo per la democrazia; decisivo per la sua nomina fu il ricordo della sua passata opposizione ai Persiani.
A Milziade è attribuito il merito della grande vittoria di Maratona, anche se certamente la sua fama venne amplificata dal figlio Cimone; alcuni storici moderni ritengono infatti che le sue imprese siano state esagerate a scapito dei meriti del polemarco Callimaco di Afidna, il cui ruolo non fu trascurabile. È certamente merito suo, invece, la marcia effettuata dopo la vittoria di Maratona, che scongiurò l'assedio alla città di Atene, dato che Callimaco morì in battaglia.

### Declino e morte

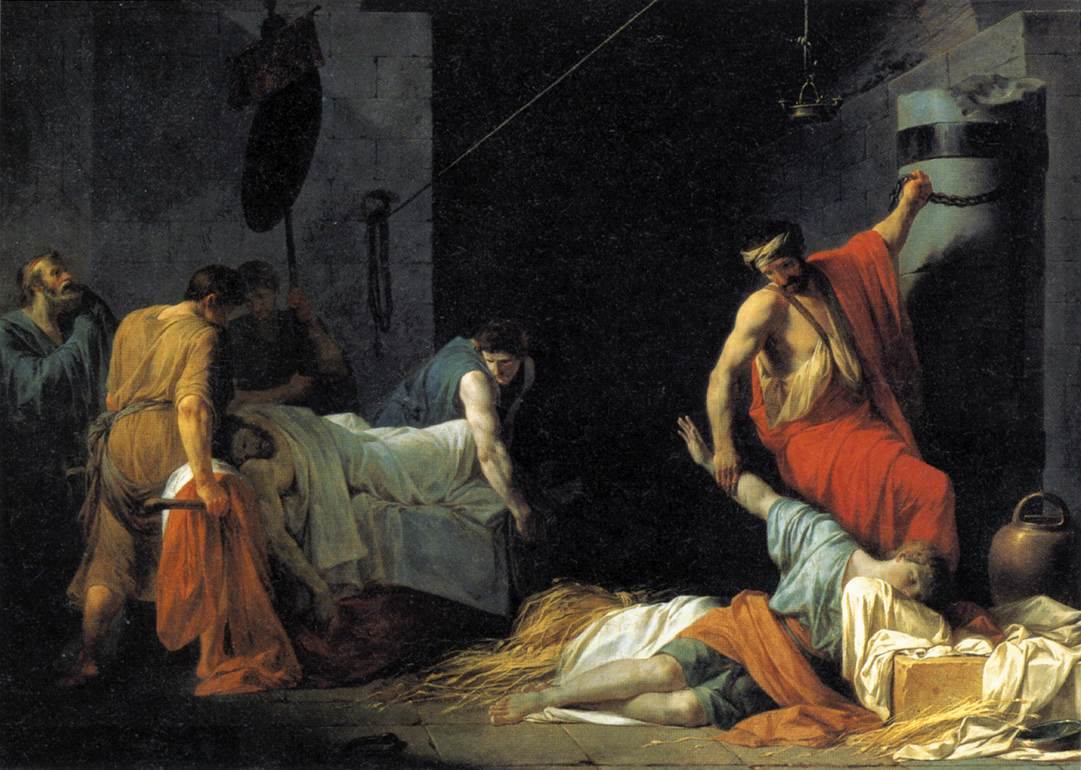
Jean-François-Pierre Peyron, Il funerale di Milziade (1782).

Secondo un aneddoto raccontato da Plutarco, Milziade, dopo la battaglia, chiese una corona di ulivo come riconoscimento, ma Sofane gli rispose: "Quando avrai vinto i Barbari, o Milziade, combattendo da solo, allora chiedi anche di essere onorato tu solo".
L'anno dopo, assunto il comando di una flotta di 70 navi, Milziade intraprese una spedizione per liberare le isole Cicladi dai Persiani, e mise sotto assedio l'isola di Paro, colpevole di aver appoggiato i generali persiani Dati e Artaferne, per ventisei giorni; la sua conquista doveva essere un trampolino di lancio per occupare Nasso, in chiave egemonica ed anti-persiana.
L'assedio andò però male e Milziade tornò in patria con una brutta ferita; viene poi condannato a morte con l'accusa di tradimento, ma la pena fu commutata in una multa di cinquanta talenti. Secondo Erodoto morì in carcere poco dopo il processo, probabilmente a causa di una gangrena per via della ferita riportata alla coscia durante quest'ultima campagna; la multa fu quindi pagata dal figlio Cimone.
Nonostante non fosse propriamente un democratico, Milziade rimase nei cuori degli Ateniesi per due motivi: il ruolo esercitato dal figlio Cimone nella politica della polis e il fondamentale ruolo svolto nella battaglia di Maratona, che rese consapevole Atene della propria forza.